# 1-я армия (Польша, 1920)
1-я польская армия (пол. 1 Armia (II RP) — общевойсковое формирование (объединение, армия), сформированное на основании приказа Верховного главнокомандующего генерала Юзефа Пилсудского от 7 марта 1920 года, и существовавшая в ходе польско-советской войны. Состав вновь созданной армии со временем менялся.
В разное время объединение под командованием Маевского включало 1-ю и 2-ю литовско-белорусские дивизии, 5-ю, 8-ю, 10-ю, 11-ю, 15-ю и 17-ю пехотные дивизии, а также 1-ю и 4-ю авиагруппы и две кавалерийские бригады (1-я и 4-я).
Также должность командующего армией занимала череда генералов. Маевского сменил Густав Зигадлович (май — июнь 1920 года), затем Ян Ромер (23-28 июня 1920 г.), Мечислав Кулинский (29-31 июня 1920 г.), Владислав Енджеевский (до 6 августа), Францишек Латиник (до 22 августа), Лучан Желиговский (не принял командование) и, наконец, генерал Александр Осинский (с 23 августа по 1 сентября 1920 года). Начальниками штаба были подполковник Адам Наленч Неньевский (апрель и май 1920 года), полковник Ян Кубин (до июня 1920 года) и полковник Францишек Клиберг.
После битвы за Варшаву армия приняла участие в преследовании отступающих русских войск и приняла участие в битве на реке Неман. Однако его силы постепенно были переведены в более мелкие формирования, и к концу августа 1920 года единственной дивизией под его командованием была 8-я пехотная. К 20 августу 1920 года 1-я польская армия достигла реки Оржиц близ Красносельца и было расформирована, а 8-я дивизия была выведена в Малопольское воеводство для перегруппировки.

## История формирования армии
В марте 1920 года Верховное Командование Войска польского приняло решение о
расформировании фронтов и формировании вместо них отдельных армий. Крупнейший из польских фронтов, Литовско-Белорусский фронт (также известный как Северный фронт), был разделен на три армии: 1-ю, 4-ю (линейные) и 7-ю армию. 1-я армия состояла в основном из бывших корпусных оперативных групп генералов Эдварда Рыдз-Смиглы и Юзефа Лисовского и контролировала район напротив 15-й армии РККА. Первоначально командующим новым формированием должен был генерал-лейтенант Юзеф Халлер, но так как он вступил в командование новым Северным фронтом, командующим 1-й армии был назначен генерал-лейтенант Стефан Маевский.

## Боевой состав армии перед началом майской операции Красной Армии
- 8-я пехотная дивизия
- 1-я пехотная дивизия
- 3-я пехотная дивизия
- кавалерийская бригада

Весной и летом 1920 года 1-я польская армия столкнулась с 15-й армией РККА под командованием Августа Корка, которая входила в состав ударной группировки Западного фронта).

### Планы сторон перед началом майской операции Красной Армии

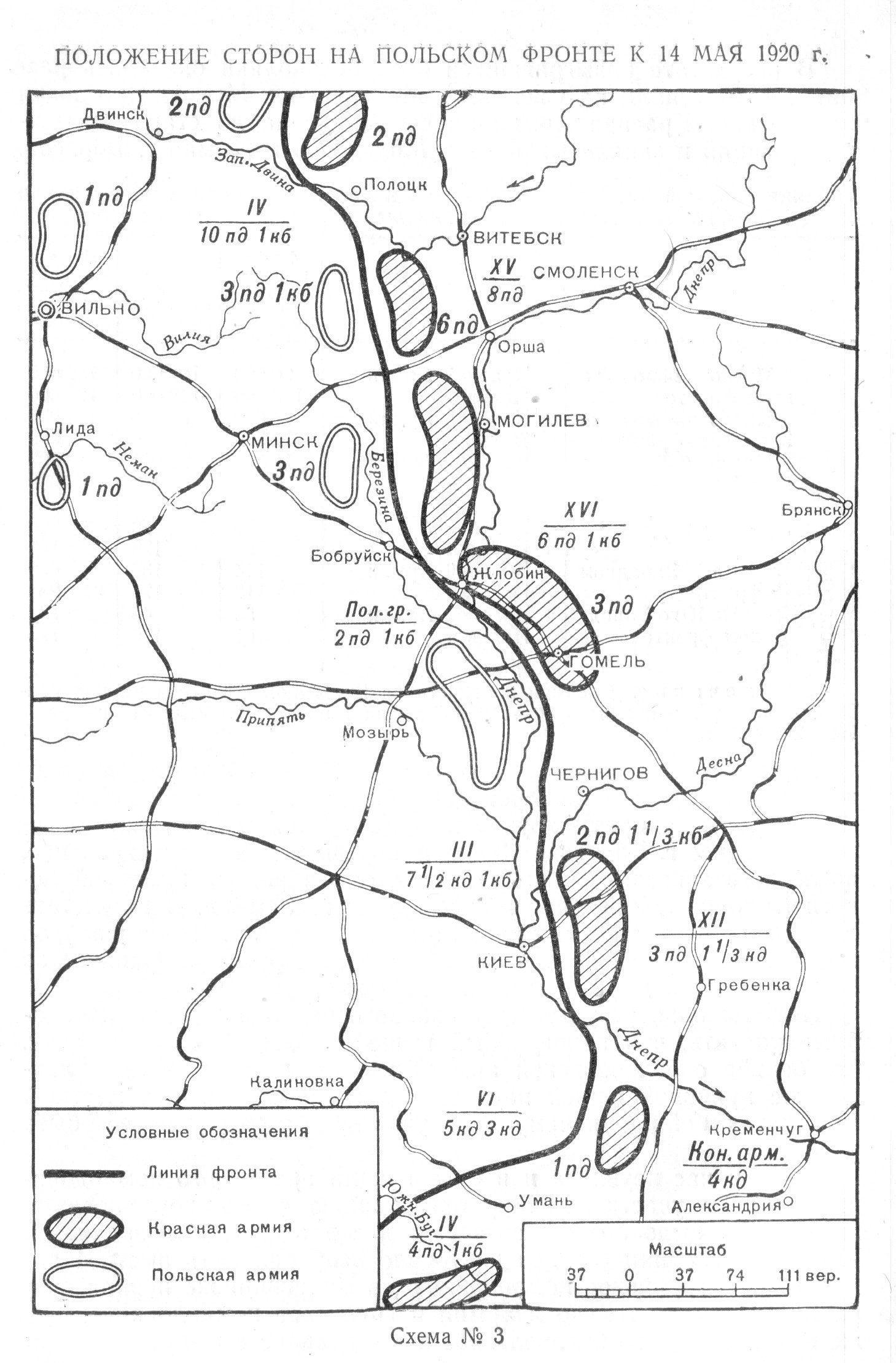
Положение сторон на польском фронте к 14 мая 1920 г.

По замыслу командующего Западным фронтом М. Н. Тухачевского, главный удар должна была наносить 15-я армия в общем направлении на Вильнюс с задачей разбить 1-ю польскую армию и отбросить её к Пинским болотам. Северная группа войск должна была содействовать наступлению 15-й армии, нанося удар во фланг и тыл 1-й польской армии. 16-я армия наносила вспомогательный удар на минском направлении, чтобы сковать силы 4-й польской армии. Подготовка Майской операции потребовала перегруппировки войск из центра фронта на его правый фланг, которая не была закончена полностью к началу наступления.
О подготовке Западного фронта к наступлению через разведку стало известно польскому командованию, которое решило сорвать предстоящее наступление Красной армии. 11 мая 1920 г. Ю. Пилсудский приказал командующему 4-й польской армией подготовить контрудар на Жлобин, в случае успеха 4-я армия должна была наступать на Могилев. Пилсудский планировал начать наступление 17 мая сразу на обоих флангах: со стороны Полесья силами 4-й армии и со стороны северного фланга войсками 1-й армии.

### Ход майской операции Красной Армии
14 мая 1920 года 6 дивизий 15-й армии РККА начали наступление, прорвали оборону 1-й и 8-й польских пехотных дивизий и к исходу 16 мая выдвинулись на линию Дисна, Забки, озеро Шо, Манцо. 15 мая из частей 15-й армии, действовавших на левом фланге, была создана Южная группа (5-я, 29-я и 56-я стрелковые дивизии), войска которой 16 мая вышли на рубежи Пышно, Лепель, Стайск. Из состава Северной группы наступление вела только 164-я стрелковая бригада, которая переправилась через Западную Двину и захватила плацдарм в районе Моски. Другие силы Северной группы не закончили сосредоточение (18-я стрелковая дивизия) либо прикрывали северное крыло фронта против войск Латвии (48-я стрелковая дивизия).
17 мая командование Западного фронта изменило направление удара 15-й армии с северо-западного на юго-западное после обхода ею лесисто-болотистой местности в районе верховьев Березины, а направление наступления Северной группы с юго-западного на северо-западное. За пять дней наступления войска 15-й армии продвинулись на 45—80 км, при этом фронт наступления расширился с 60 до 110 км.
После тяжелых боев польским дивизиям 18 мая пришлось отступить с территорий на всю глубину обороны. Польская армия, воспользовавшись замедлением темпа наступления Красной армии, смогла организовать планомерный отход своих частей.
16-я армия начала наступление только 19 мая, когда наступательный порыв 15-й армии стал значительно ослабевать. 16-я армия вела наступление всего двумя дивизиями, которые располагались в 80 км от левофланговых частей 15-й армии. Продвинуться смогла только 8-я стрелковая дивизия, ведущая наступление в центре и 23 мая занявшая Игумен. 28 мая польское командование сосредоточило в районе Минск — Смиловичи сильную группировку и нанесло контрудар по флангам 8-й стрелковой дивизии, заставив её снова отойти за Березину.
С 19 мая наступление Северной группы и отдельных группировок 15-й армии продолжалось в расходящихся направлениях: Северная группа наступала на Браслав, группировка правого крыла 15-й армии — на Поставы, главные силы 15-й армии — на Молодечно и Южная группа — на Зембин. Между этими группами образовались разрывы, резервов для их заполнения не было. Тылы 15-й армии отстали, нарушалось регулярное снабжение войск боеприпасами и продовольствием, штаб армии часто терял управление войсками. Наступление Красной армии замедлилось.
Польское командование, перебросив войска с других направлений, в том числе с Украины, а также из Польши, сосредоточило крупные силы для контрудара против 15-й армии. Были созданы ударные группы на свенцянском, молодеченском, зембинском направлениях.
Советское наступление продолжалось, но сопротивление войск 1-й армии усилилось, и 23 мая 15-я армия РККА заняла оборону у озера Нарочь. Это позволило полякам провести несколько локальных контратак.
Уже 26 мая зембинская группировка польских войск усилила напор на силы Южной группы, достигнув успеха в районе Плященицы. К 31 мая наступление советских войск было остановлено противником на рубеже: 15 км западнее Дриссы, озеро Перебродье, Козяны, Поставы, озеро Мядзиол, озеро Нарочь, Долгинов, Гонцевичи.
Контрнаступление польской армии началось 31 мая, противник начал теснить советские войска.
В это время польское командование получило приказ сосредоточить силы в районе Вилейки, откуда 1 июня началось наступление 1-й армии. Она должна была заключаться в связывании сил противника, чтобы конные формирования могли отрезать путь отступления большевистским силам.
2 июня свенцянская группировка польской армии прорвала фронт 53-й стрелковой дивизии и вторглась в тыл 15-й армии. Армия наступала слишком энергично, в результате чего вытеснила 15-ю армию из захваченных районов. Войска РККА, оказывая ожесточенное сопротивление, были вынуждены отходить под напором превосходящих сил противника и только 8 июня смогли остановить его на линии: река Западная Двина (южнее Узмени), Зябки, Большая Черница, река Березина, удержав плацдарм в районе Дисна — Полоцк.
В середине июня в армию были включены резервная армия и группа Скирского.

### Итоги майской операции Красной Армии
Войскам Западного фронта не удалось закрепить первоначальный успех и они были вынуждены в основном отступить на исходные позиции. Однако их наступление вынудило польское командование перебросить часть сил с Украины, это помогло войскам Юго-Западного фронта нанести поражение полякам в Киевской операции. Причиной неудачи Майской операции было недостаточное количество сил и особенно резервов, отсутствие устойчивой связи для управления войсками и слабое тыловое обеспечение.

### Июльская операция Красной Армии

#### Ход операции Июльской операции Красной Армии
На рассвете 4 июля 1920 года ударная группировка Западного фронта перешла в наступление. Наступление началось успешно. 4-я армия Красной армии (18-я, 12-я, 53-я стрелковые дивизии, 164-я стрелковая бригада) прорвала линию укреплений поляков, введенный в прорыв 3-й кавалерийский корпус Гая (10-я и 15-я кавалерийские дивизии) начал продвижение, охватывая левый фланг 1-й польской армии. Части 15-й армии (4-я, 11-я, 15-я, 33-я и 54-я стрелковые дивизии) после упорных боёв нанесли поражение польским войскам, отбросив их на Глубокое. При прорыве польских укреплений в полосе 33-й стрелковой дивизии Красная армия впервые использовала 3 трофейных танка «Рено». 5 июля Глубокое было взято кавалерийской группой 15-й армии. 3-я армия (5-я, 6-я, 21-я, 56-я стрелковые дивизии) переправилась через Березину и 5 июля взяла Докшицу, а 6 июля заняла Парфьяново.
В результате наступления войска Западного фронта нанесли тяжелые потери 1-й польской армии. Польское командование не могло остановить наступление советских войск в Белоруссии, поэтому 6 июля было вынуждено отдать приказ своим войскам об отходе в общем направлении на город Лида. Войска Красной армии продолжали преследовать противника, но не смогли полностью окружить 1-ю польскую армию. В результате поражения и начавшегося отступления 1-й польской армии значительно ухудшилось положение 4-й польской армии и появились выгодные условия для наступления частей 16-й армии и Мозырской группы советских войск. Мозырская группа (57-я стрелковая дивизия и Сводный отряд) начала наступление в направлении Глуск, Слуцк. 3-й конный корпус выдвигался в глубокий тыл польских войск и 9 июля занял Свенцяны.
В ночь на 7 июля начала наступление 16-я армия (2-я, 8-я, 10-я, 17-я и 27-я стрелковые дивизии), которая после переправы через Березину двинулась непосредственно на Минск. Главный удар армия наносила силами трех дивизий из имевшихся пяти. Завязались упорные бои, польские войска начали отступать. 9 июля советские войска освободили город Игумен. Польские войска создали вокруг Минска полукольцо из окопов с проволочными заграждениями, поэтому 27-я дивизия обошла город с севера и юга. Атака советских войск началась на рассвете 11 июля, противник оказывал ожесточенное сопротивление, которое было сломлено войсками 27-й и 17-й стрелковых дивизий. К полудню город был полностью занят Красной армией.
С 12 июля начался новый этап наступательной операции Западного фронта. Главные силы, сосредоточенные на правом крыле, должны были вести наступление, прикрываясь территорией Литвы и Восточной Пруссии и нависая над флангом польской армии, чтобы не дать противнику закрепиться на удобном для обороны рубеже. Командование польских войск пыталось найти силы и средства, чтобы остановить наступление Красной армии. Ещё 9 июля Ю. Пилсудский отдал войскам приказ удержать фронт по линии Вильно — германские окопы — Лунинец — река Стырь и река Збруч. Его план заключался в том, чтобы закрепиться на севере по линии старых германских окопов, а потом нанести контрудар из района Бреста по советским войскам Западного фронта. Однако уже в середине июля линия германских окопов была прорвана частями Западного фронта.
14 июля 3-й конный корпус и 164-я стрелковая бригада атаковали польские войска в Вильно и после 6-часового боя заняли город. После этого армия Литвы начала военные действия против поляков, никак не согласовывая их с командованием Красной армии. В результате 4-дневных переговоров удалось установить условную границу между Красной армией и литовскими войсками по линии Новые Троки — Ораны — Меречь — Августов. 17 июля войска 15-й армии заняли Лиду, 19 июля 3-й конный корпус неожиданно для поляков ворвался в Гродно, выбив оттуда небольшой гарнизон противника, а части 16-й армии заняли Барановичи. 21—22 июля 4-я, 15-я и 3-я армии переправились через реку Неман, а 16-я армия форсировала реку Шара. 23 июля Мозырская группа заняла Пинск, на этом завершилась Июльская операция.
Во время советско-польской войны 3-й кавалерийский корпус РККА под командованием Г. Д. Гая 29 июля 1920 года атаковал Ломжу, обороняемую силами 1-й польской армии, и к 3 августа овладел городом. Однако уже 15 августа Ломжу занимают части 1-й польской армии генерал-лейтенанта Ф. Латиника, которые, впрочем, вскоре уходят из города (в ходе, как писал Ю. Пилсудский, «странного и непонятного манёвра»). 21 августа в Ломжу вступают отступающие части 15-й армии А. И. Корка, но вечером 22 августа город занимает 15-я дивизия генерал-майора В. Юнга, входившая в состав 4-й польской армии генерал-лейтенанта Л. Скерского.

### Варшавская битва (1920)
5 августа 1920 года, перед наступлением Красной Армии на запад, всего за несколько дней до Варшавской битвы, Латиник был назначен военным губернатором Варшавы главнокомандующим Юзефом Пилсудским. Главной задачей губернатора было укрепление треугольника Модлин — Зегже — Варшава. Губернатор руководил местными гражданскими и военными властями и имел право назначать гражданских лиц для получения военных пособий и давать инструкции местным административным властям по вопросам безопасности, общественного порядка и мира. Адъютанты губернатора могли арестовать всех подозреваемых, независимо от их воинского звания и должности. Готовилась эвакуация военных и гражданских учреждений на случай провала обороны Варшавы. Губернаторство также занималось поставками продуктов питания для города и устанавливало максимальные цены на продукты, чтобы предотвратить спекуляции. В то же время Латиник служил командующим 1-й Польской армией, отражая большевистский удар по городу. Участвовал в боях на Северном фронте, в том числе в битве под Радзымином.

#### Силы сторон перед началом Варшавской операции Красной Армии

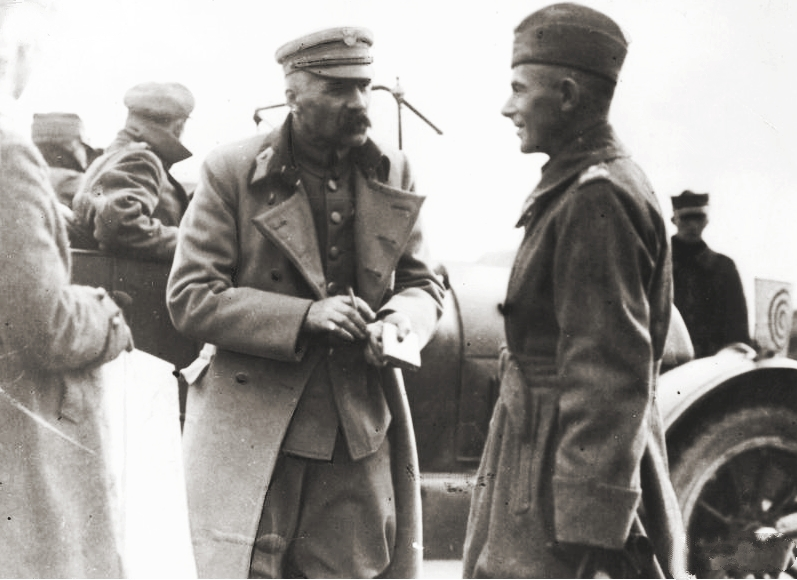
Юзеф Пилсудский и Эдвард Рыдз-Смиглы во главе ударной группы. Август 1920 года

Ультиматум Польскому правительству. Подписал Командарм-16 Соллогуб. Август 1920 года

12 августа 1920 года войска Западного фронта Михаила Тухачевского перешли в наступление на Варшаву.
Состав Западного фронта:
- 3-й кавалерийский корпус Гаи Гая
- 4-я армия Александра Шуваева
- 15-я армия Августа Корка
- 3-я армия Владимира Лазаревича
- 16-я армия Николая Соллогуба
- Мозырская группа Тихона Хвесина

В то же время продолжалось сражение за Львов, которое вёл Юго-Западный фронт (ком. А. И. Егоров):
- 12-я армия (Г. К. Восканов)
- 14-я армия  (М. В. Молкочанов)
- 1-я Конная армия  (С. М. Будённый)

Двум фронтам РККА противостояли три польских:
Северный фронт генерала Юзефа Халлера
- 5-я армия генерала Владислава Сикорского
- 1-я армия генерала Францишека Латиника
- 2-я армия генерала Болеслава Рои

Центральный фронт генерала Эдварда Рыдз-Смиглы:
- 4-я армия генерала Леонарда Скерского
- 3-я армия генерала Зигмунта Зелинского

Южный фронт генерала Вацлава Ивашкевича:
- 6-я армия генерала Владислава Енджеевского
- Армия УНР генерала Михайло Омельяновича-Павленко

Общая численность личного состава расходится во всех источниках, как польских, так и советско-российских. Вероятно силы были примерно равны и не превышали 200 тысяч человек с каждой стороны. В ночь на 6 августа 1920 года был подготовлен оперативный приказ 8358/III — результат совместной работы Юзефа Пилсудского, генерала Тадеуша Розвадовского, полковника Тадеуша Пискора и шефа франко-британской миссии в Польше генерала Максима Вейгана. План предусматривал концентрацию крупных сил на реке Вепш и внезапный удар в тыл войск Западного фронта. Для этого из двух армий Центрального фронта генерала Эдварда Рыдз-Смиглы были сформированы:
Ударная группа из состава 4-й армии:
- 4-я пехотная дивизия генерала Даниеля Конажевского
- 16-я пехотная дивизия полковника Александра Ладося
- 21-я пехотная дивизия генерала Анджея Галицы

Ударная группа из состава 3-й армии:
- 1-я пехотная дивизия Легионов полковника Стефана Домб-Бернацкого
- 3-я пехотная дивизия Легионов генерала Леона Бербецкого

Отдельная 4-я кавалерийская бригада полковника Феликса Яворского
Первая группа сосредоточилась в районе Демблина. Здесь же, в 14-й дивизии, разместилась штаб-квартира Юзефа Пилсудского, а рядом, в 16-й дивизии — генерала Скерского. Рыдз-Смиглы расположил свой штаб в 1-й пехотной дивизии Легионов. 12 августа Юзеф Пилсудский покинул Варшаву и прибыл в Пулавы, где располагалась ставка Генштаба. Перед отъездом он передал премьеру Винценты Витосу своё прошение об отставке с постов Начальника государства и Главнокомандующего. Маршал объяснил своё решение тем, что сейчас Польша может рассчитывать только на помощь стран Антанты, требующей его ухода. Премьер-министр отставку Пилсудского не принял.

## Комментарии
1. ↑  Членом Военного совета фронта был Сталин, входивший к этому времени в высший круг советских вождей.  Сталин не был согласен с общей стратегией мировой революции, выдвинутой Лениным. Он считал, что вместо похода на Варшаву и Берлин следует присоединить к РСФСР Волынь и Галицию, населенные преимущественно украинцами[9].  2 августа  Политбюро приняло решение о передаче 1-й Конной армии и 12-й армии из Юго-Западного фронта, фактически подчиненного Сталину, в состав Западного фронта, подчиненного Тухачевскому. Однако Сталин под разными предлогами оттягивал выполнение приказа, в результате чего 1-я Конная двинулась на Варшаву только 21 августа и не смогла принять участие в боях под Варшавой (см. также Битва при Комарове)